# Simon Gillett
Simon Gillett (Oxford, 6 novembre 1985) è un ex calciatore inglese di ruolo centrocampista, osservatore del Chelsea.